# Cocotropus roseus
Cocotropus roseus är en fiskart som beskrevs av Day, 1875. Cocotropus roseus ingår i släktet Cocotropus och familjen Aploactinidae. IUCN kategoriserar arten globalt som livskraftig. Inga underarter finns listade i Catalogue of Life.